# Cunila
Cunila là một chi thực vật có hoa trong họ Hoa môi (Lamiaceae).

## Loài
Chi Cunila gồm các loài: